# Toru Takahashi
Toru Takahashi (Japans: 高橋　徹, Takahashi Tōru) (Kioto, 1958) is een Japans dirigent, arrangeur en componist
Takahashi studeerde aan het Osaka College of Music in Osaka en hij behaalde zijn diploma Master of Music in 1982. Zijn leraren waren voor compositie Kei Kondo, orkestratie Hiroshi Ohguri en orkestdirectie Hiroshi Koizumi en Kiyoyuki Tsujii. Tegenwoordig is hij assistantprofessor aan het Osaka College of Music, Toyonaka, Osaka.
Eveneens is hij dirigent. Hij dirigeerde alle vooraanstaande orkesten (symfonieorkesten, operaorkesten, strijkorkesten, harmonieorkesten, mandolineorkesten, koren en groepen met traditionele Japanse instrumenten) in Japan. Voor harmonieorkesten heeft hij ook vele werken in grote bezetting bewerkt, die meestal bij een Nederlandse muziekuitgever gepubliceerd zijn.